# Ascorhynchus insularus
Ascorhynchus insularus är en havsspindelart som beskrevs av Clark, W.C. 1972. Ascorhynchus insularus ingår i släktet Ascorhynchus och familjen Ammotheidae. Inga underarter finns listade i Catalogue of Life.